# Iryna Zvarych
Iryna Zvarych est une footballeuse internationale ukrainienne, née le 8 mai 1983 à Tchernihiv en Ukraine. Elle évolue au poste de gardienne de but.

## Biographie
Née d'un père monteur et une mère institutrice dans une crèche, elle présente la particularité d'avoir disputé une saison complète comme arrière latérale droit en Championnat de Russie en 2004-2005. Elle est même élue meilleure joueuse à ce poste.
Le joueur qui l'a le plus inspiré est Gianluigi Buffon, gardien de but de l'Italie championne du monde en 2006.
Après plusieurs saisons au WFC Rossiyanka et arrivent en fin de contrat, elle rejoint le FCF Juvisy en janvier 2013 afin de disputer la Ligue des Champions et « d'aller aussi loin que possible ». Elle déclare avoir signé « pour l'expérience humaine et sportive ».
Elle débute avec le club essonnien en Coupe de France, par une victoire 10-0 sur le terrain de Gonfreville-l'Orcher, club de Division d'Honneur (alors niveau 3 de l'échelon national).
Alors qu'elle n'avait signé que 6 mois, elle n'est pas conservée par le FCFJ, qui recrute Céline Deville à l'été 2013 pour la remplacer.